# Élections locales écossaises de 2003 à East Lothian
Pour un article plus général, voir Élections locales écossaises de 2003.

Les élections locales écossaises de 2003 à East Lothian se sont tenues le 1er mai 2003.

## Composition du conseil
Majorité absolue : 12 sièges
| Parti               | Sièges  |
| ------------------- | ------- |
| Travailliste        | 17 / 23 |
| Conservateur        | 4 / 23  |
| SNP                 | 1 / 23  |
| Libéraux-démocrates | 1 / 23  |